# Judo na Letní univerziádě 1967
Soutěže v judu na letní univerziádě 1967 probíhaly v Tokiu v období 27. srpna až 4. září 1967.

## Výsledky
| Kategorie       | Zlato                   | Stříbro              | Bronz                  | Bronz                      |
| --------------- | ----------------------- | -------------------- | ---------------------- | -------------------------- |
| −63 kg          | Jošio Sonoda (JPN)      | Jun Su-kjun (KOR)    | Rob Boom (NED)         | pan Santos (BRA)           |
| −70 kg          | Judžio Jamasaki (JPN)   | Pak Čchong-sam (KOR) | Pierre Guichard (FRA)  | Mateus Sugizaki (BRA)      |
| −80 kg          | Isamu Sonoda (JPN)      | O Sung-ip (KOR)      | Fernando Almada (POR)  | pan Garrett (GBR)          |
| −93 kg          | Kazuhiro Ninomija (JPN) | Kim Čong-heng (KOR)  | Pierre Albertini (URS) | Michael Concannon (GBR)    |
| +93 kg          | Motoki Nišimura (JPN)   | Kim Čchun-ču (KOR)   | Howard Fish (USA)      | Jean-Claude Brondani (FRA) |
| Bez rozdílu vah | Masatoši Šinomaki (JPN) | Kim Čchun-ču (KOR)   | Howard Fish (USA)      | Tony Atmaddžadža (INA)     |

### Týmy
|      | Zlato    | Stříbro     | Bronz   | Bronz    |
| ---- | -------- | ----------- | ------- | -------- |
| Muži | Japonsko | Jižní Korea | Francie | Brazílie |